# Luis Albert Ballesteros
Luis Albert Ballesteros (Valencia, 1902 - 1968) fue un arquitecto español.

## Biografía
Nacido en el seno de una familia acomodada, estudió la carrera de arquitecto en Madrid, acabando en 1928, junto a Alfonso Fungairiño, Vicente Eced, Luis Moya o Joaquín Labayen. Aún como estudiante (1927) participó en el concurso del Ateneo Mercantil de Valencia. En esta ocasión mostró su interés por las corrientes de la arquitectura contemporánea. Su proyecto presentaba un gran edificio de tipo rascacielos, con fachadas encristaladas y un dinamismo expresionista a través de aleros y salientes. También en 1927 empezó a colaborar con Alfonso Fungairiño (en la Facultad de Medicina por ejemplo). Buscó un trabajo estable en la administración. Así obtuvo las plazas de arquitecto provincial de Castellón (1928-30), y arquitecto municipal de Alboraya y de Almácera, hasta conseguir el cargo de arquitecto de la Comisión Provincial de Servicios Técnicos de la Diputación de Valencia.
En sus primeros edificios construidos en Valencia, encontramos unas propuestas novecentistas transformadas siguiendo las pautas de una arquitectura más moderna. Ejemplos son el Edificio Carbajosa o el Edificio Cánovas. Pero Albert se adaptará al gusto de la clientela, como muestra el Edificio Momparler (1930), donde el lenguaje predominante es el casticismo.

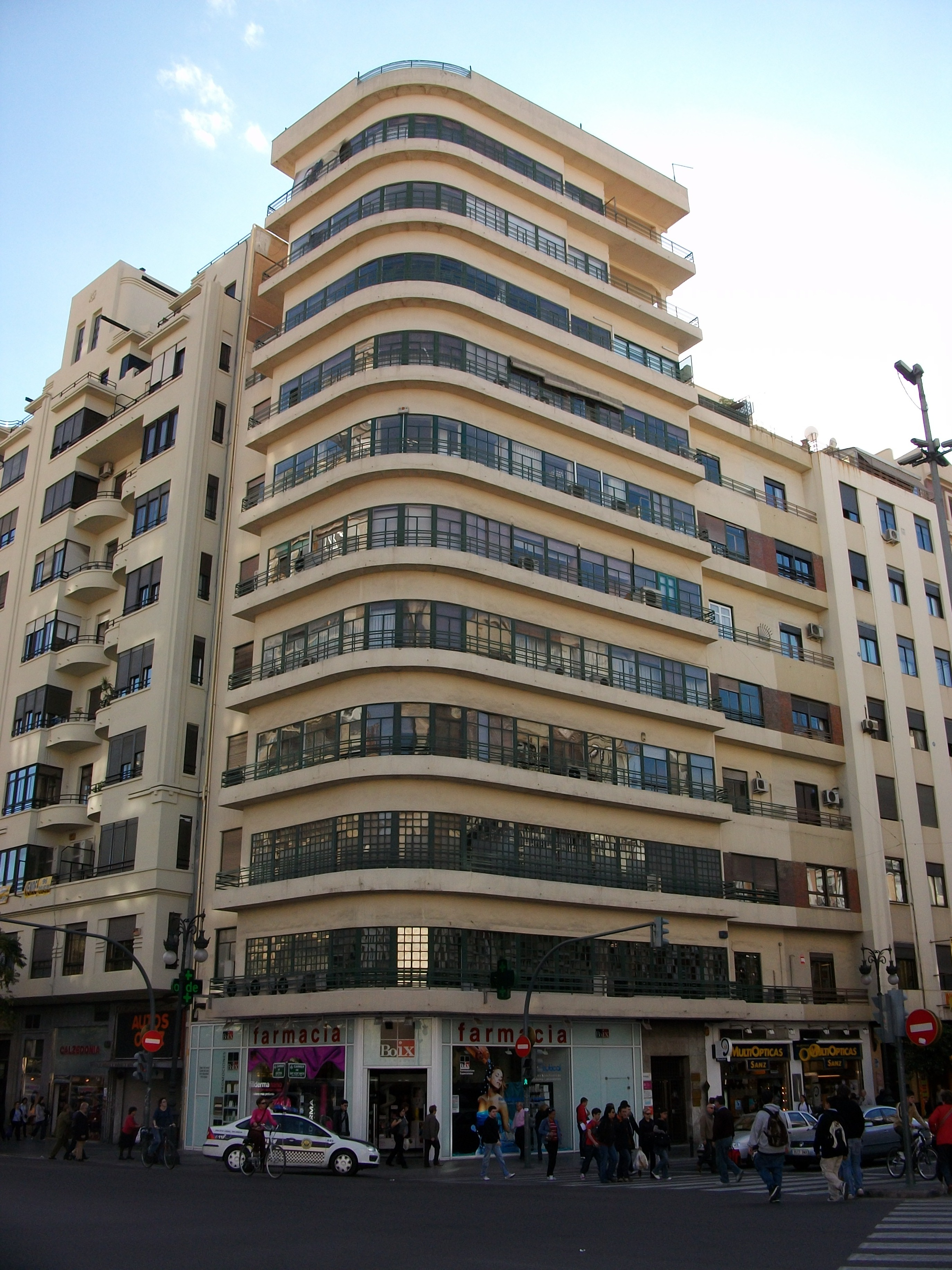
Edificio Alonso en la calla Sant Vicent de Valencia

El año 1933 será importante para Luis Albert. Desde su cargo de arquitecto provincial de la Diputación, recibirá tres importantes: la nueva plaza de toros, el Hospital Provincial y el manicomio de Portaceli, aunque ninguno de ellos se ejecutará. En el proyecto del Hospital Provincial de 1933 será donde más se aproxime al lenguaje del Movimiento Moderno. Se  trataba de una serie de pabellones dispuestos axialmente unidos por pasadizos subterráneos. Los distintos edificios los diseña con una planta plenamente funcionalista, tomando ideas de Le Corbusier.
Albert continuó empleando y profundizando en el lenguaje de la arquitectura racionalista en el edificio y fábrica Buch (1935), donde habla "de arquitectura cúbica", en el Edificio Zabala y sobre todo en su Edificio Alonso de 1935. Este edificio resume la trayectoria de Albert. Domina la imagen de rascacielos con una torre formada por la sucesión de terrazas con paramentos encristalados y se mantiene cierto expresionismo, con voladizos prominentes (rasgo que hace pensar en el arquitecto Erich Mendelsohn o en los rascacielos neoyorquinos).
Albert fue el arquitecto más innovador de la década de los treinta en Valencia y el más al tanto de lo que se hacía en la arquitectura moderna. La Guerra Civil Española provocó la desaparición de su estudio y su detención por su talante conservador. Pasado el conflicto permanecerá en la Diputación, pero ya no utilizará tan profusamente el lenguaje moderno, sino el nuevo lenguaje monumental, castizo y academicista impuesto por el nuevo régimen. Muestra son el Colegio del Loreto (1945) o el Hospital Provincial. Fue jefe provincial de la Reconstrucción de Valencia (1939-1942) y colaboró con la Dirección General de las Regiones Devastadas. El 1961 ingresó en la Real Academia de Bellas Artes de San Carlos.

## Obras
- Edificio Carbajosa, en Valencia, calle Xàtiva esquina con calle Ribera (1929)[1]

- Edificio Tortosa/Martínez Sala, en Valencia, calle Universidad (1931)

- Edificio Cánovas, en Valencia, calle Navellos (1933)[2]

- Edificio en Federico Soto número 10, Alicante (1934-1935)[3]

- Edificio Zabala, en Valencia, calle Cuenca 16, 18 y 20 (1935)[4]

- Edificio y fábrica Buch, en Valencia, calle de Quart 114 (1935)[5]

- Edificio Alonso, en Valencia, calle de San Vicente con calle Xàtiva (1935)[6]

- Edificio Albert Ballesteros, en Valencia, avenida del Oeste 31 (1941-44)

- Colegio de sordomudos (1948)
- Edificio Gil Colomer, en Valencia, avenida del Oeste 52, plaza San Agustín esquina a Huesca y Nuestra Señora de Gracia (1953-56)[7]

- Hospital Provincial (1962)

## Galería

### En Valencia

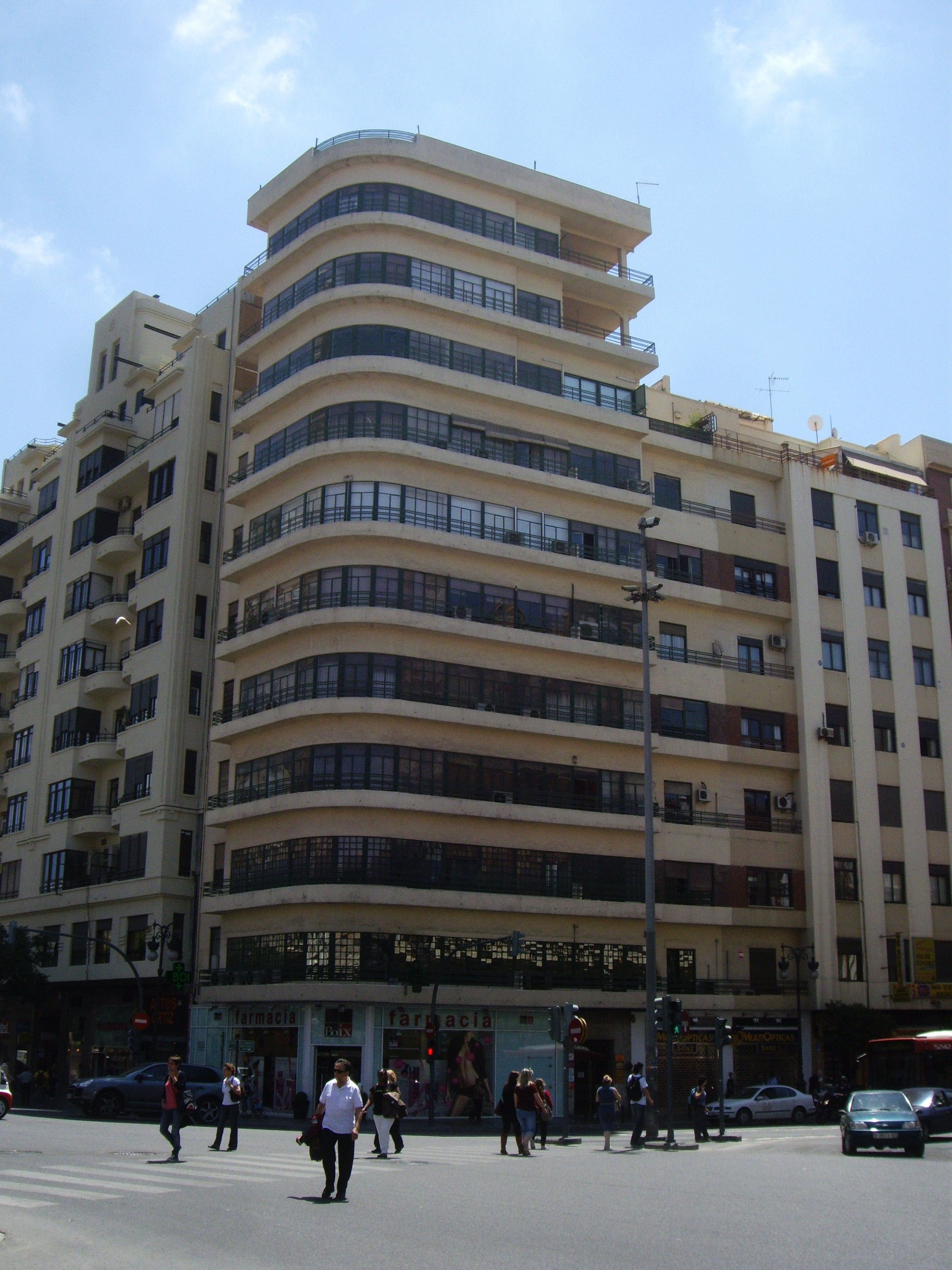
Edificio Alonso
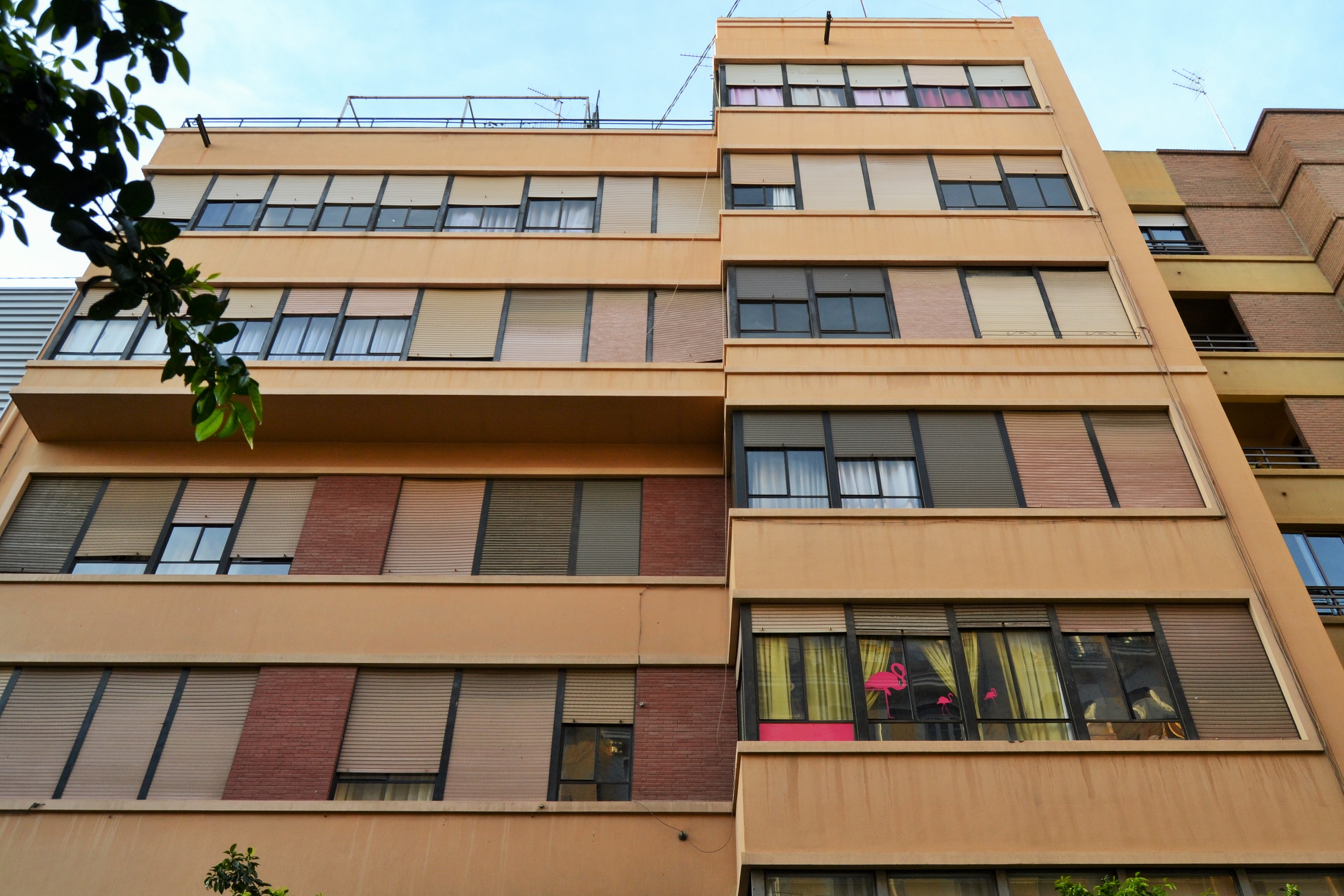
Edificio y fábrica Buch
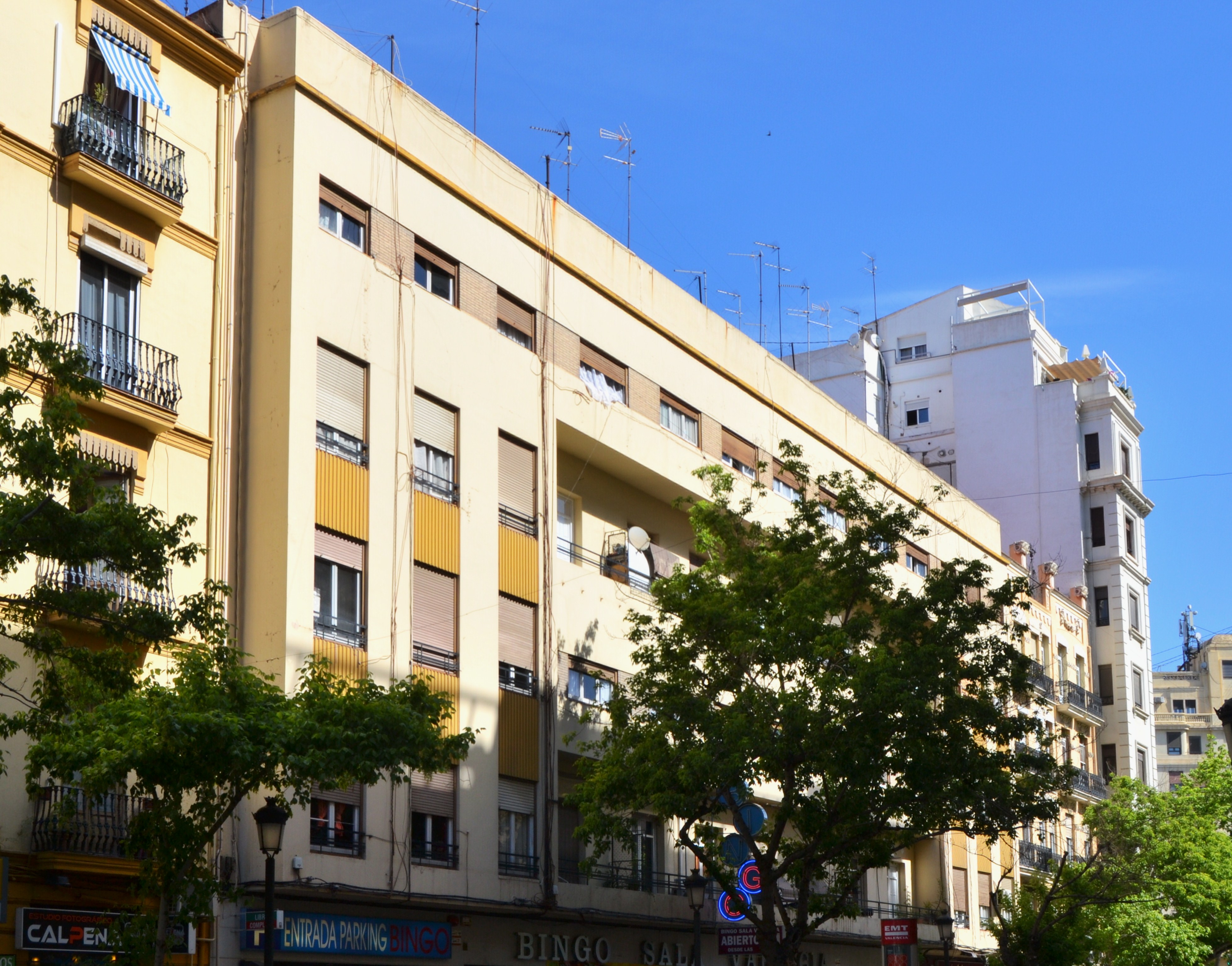
Edificio Zabala
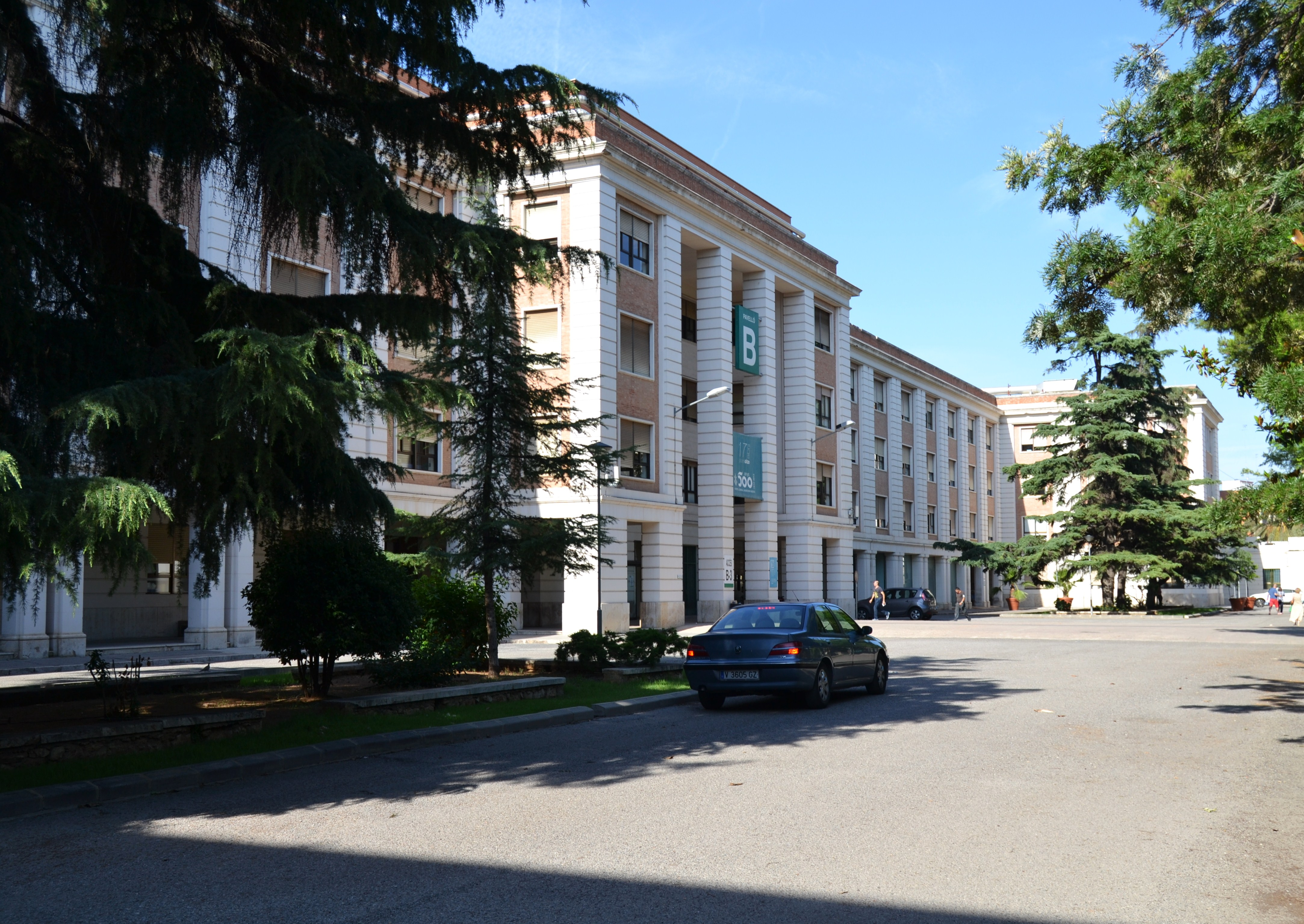
Hospital General de Valencia.
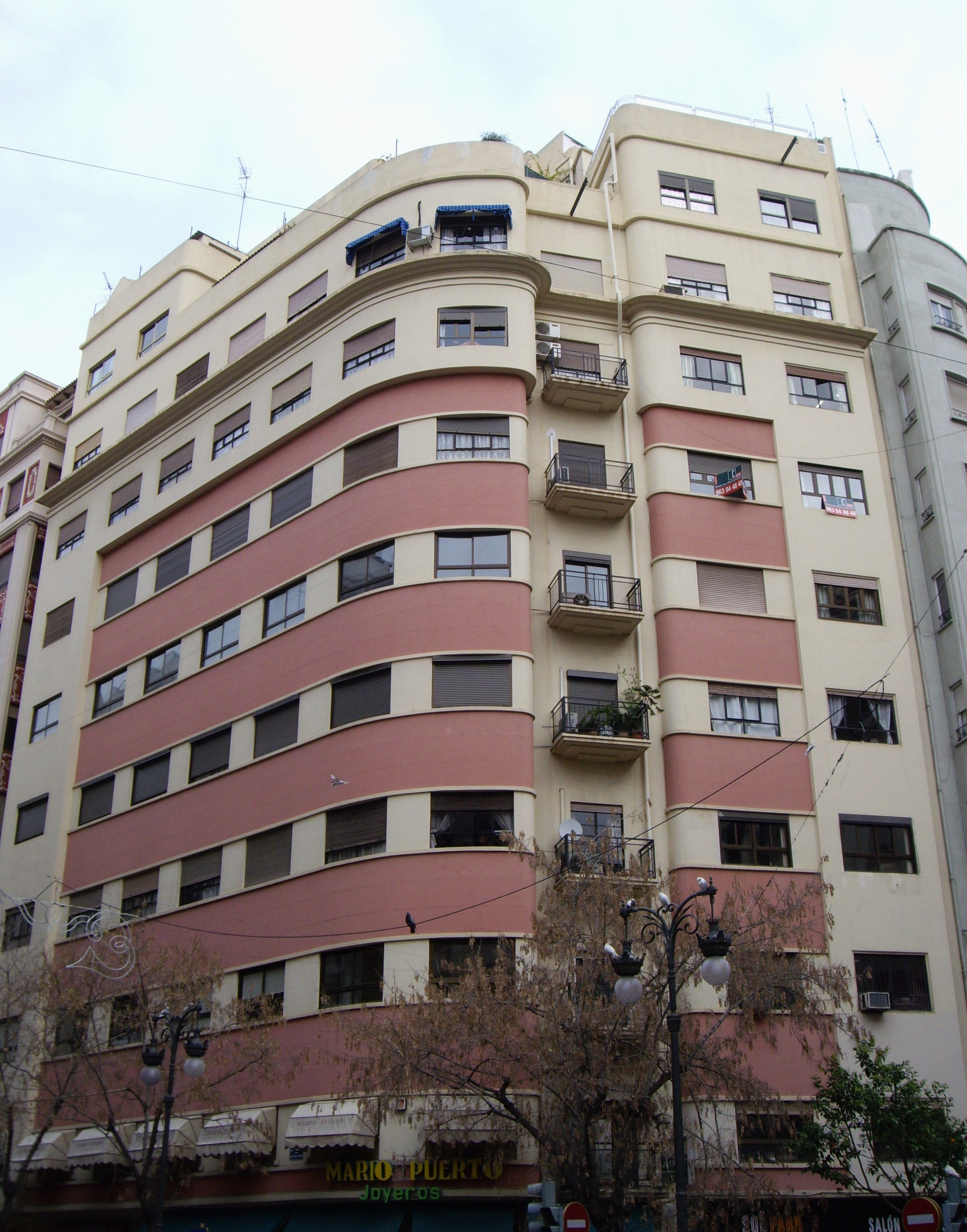
Edificio Albert Ballesteros
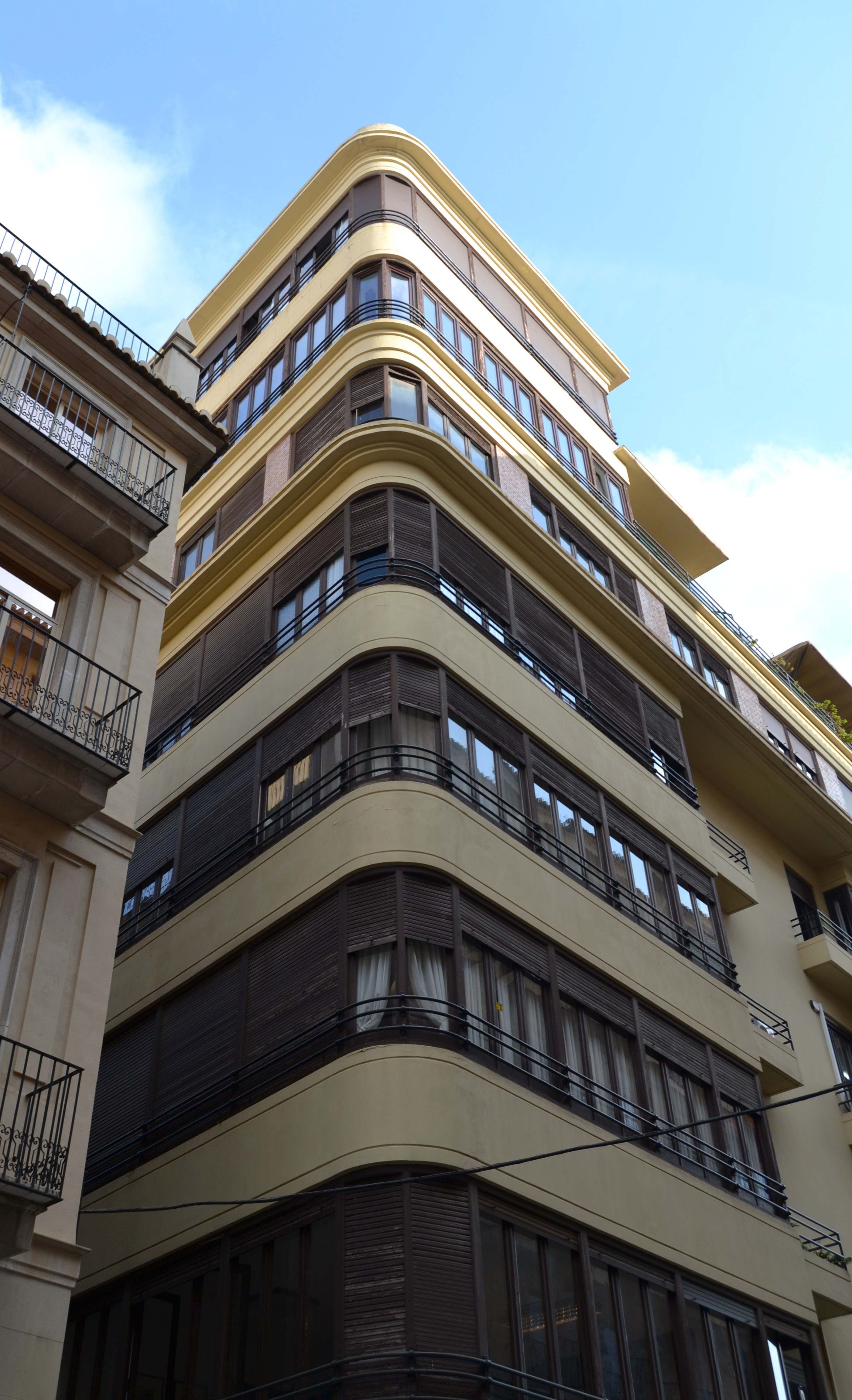
Edificio Cánovas
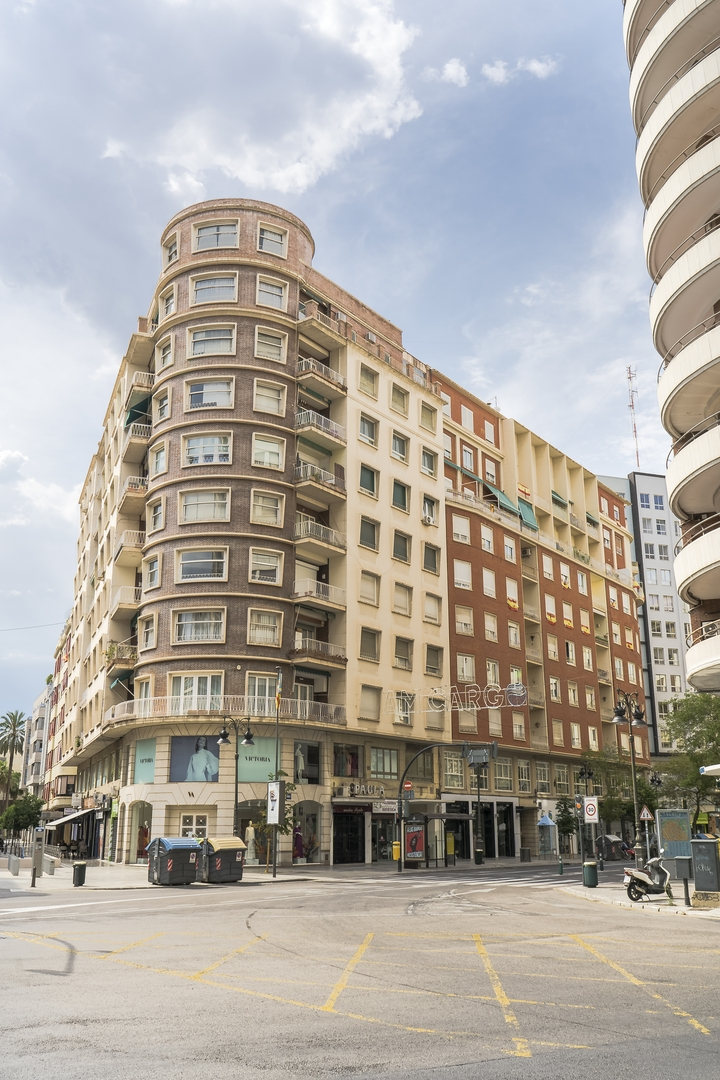
Edificio Gil Colomer